# سگ‌های چمن
سگ‌های چمن (به انگلیسی: Lawn Dogs) فیلمی محصول سال ۱۹۹۷ و به کارگردانی جان دایگن است. در این فیلم بازیگرانی همچون سم راکول، کریستوفر مک‌دونالد، کاتلین کویینلان، میشا بارتون، بروس مک‌گیل، اریک میبیس، انجی هارمون، بت گرانت و تام آلدریج ایفای نقش کرده‌اند.